# Məlikçobanlı (Şamaxı)
Məlikçobanlı è un comune dell'Azerbaigian situato nel distretto di Şamaxı. Conta una popolazione di 1 887 abitanti.